# Rapana
Rapana (vom lat. rapa = Rübe) ist eine Gattung räuberischer, im Meer lebender Schnecken aus der Familie der Stachelschnecken. Die vier Arten sind im Indischen Ozean und im Westpazifik bis zum Japanischen Meer heimisch, zwei Arten sind jedoch vom Menschen weltweit in andere Regionen eingeschleppt worden.

## Merkmale
Die großen, bis zu 18 cm langen Schneckenhäuser der Rapana-Arten haben eine sehr große, ovale, nach vorn verjüngte Gehäusemündung, die in einen kurzen, offenen Siphonalkanal ausläuft, eine umgebogene, nach vorn freie innere Lippe und einen runzeligen Nabel. Das Gewinde ist niedrig und die Umgänge sind gekantet. Die Gehäuse haben spiralig verlaufende Rippen und axial verlaufende Lamellen. Oft sitzen an den Kanten der Umgänge auch hohle Stacheln. Das hornige Operculum hat einen seitlichen Kern.
Die Schnecken der Gattung Rapana sind getrenntgeschlechtlich mit innerer Befruchtung. Die Weibchen legen Gelege mit zahlreichen Eikapseln ab, die jeweils mehrere hundert Eier enthalten. Nach meist weniger als 4 Wochen schlüpfen Veliger-Larven, die eine etwa einmonatige pelagische Phase durchmachen, während der sie sich von Plankton ernähren. Schließlich kommt es am Meeresboden zur Metamorphose, und die kleinen Schnecken beginnen ein Leben als Fleischfresser. Ihre Gehäuselänge liegt zum Zeitpunkt der Metamorphose bei etwa 0,5 mm (Rapana rapiformis) oder auch gut 1 mm (Rapana venosa). Sie können mehrere Jahre alt werden.
Alle Rapana-Arten leben wie andere Stachelschnecken räuberisch, überwiegend von Muscheln und Schnecken. Sie können ihre Proboscis zwischen die Schalenhälften einer Muschel pressen oder auch mit der Radula ein Loch in die Schale bohren.

## Arten
Zur Gattung Rapana gehören folgende Arten:
- Rapana bezoar (Linnaeus, 1767), heimisch im Südchinesischen Meer, Westpazifik und Indischen Ozean, vor Madagaskar;
- Rapana pellucida Bozzetti, 2008, heimisch vor Süd-Madagaskar;
- Rapana rapiformis (Born, 1778), heimisch im Ostchinesischen Meer, Südchinesischen Meer, im Indischen Ozean vor Madagaskar und an der Küste Ostafrikas, ins Mittelmeer eingeschleppt;
- Rapana venosa (Valenciennes, 1846), heimisch im Japanischen Meer, Gelben Meer, Bohai-Meer und Ostchinesischen Meer bis nach Taiwan, in verschiedene Gewässer weltweit eingeschleppt.

Rapana bulbosa (Dillwyn, 1817) ist ein Synonym von Rapana rapiformis.